# Giuseppe Castiglione (pintor jesuíta)
Giuseppe Castiglione (19 de Julho de 1688 - 17 de Julho de 1766) foi um jesuíta e missionário na China, servindo a três imperadores chineses da Dinastia Qing - Kangxi, Yongzheng e Qianlong.

## Primeiros anos
Giuseppe Castiglione nasceu em 1699 em Milão, Itália. Foi educado por um tutor privado, uma prática comum por parte das famílias ricas da época. Se juntou à Companhia de Jesus aos 19 anos. Após um treinamento religioso em Genoa, Castiglione embarcou em Portugal para a sua viagem até a China.

## Obras como pintor e arquiteto

### Pinturas

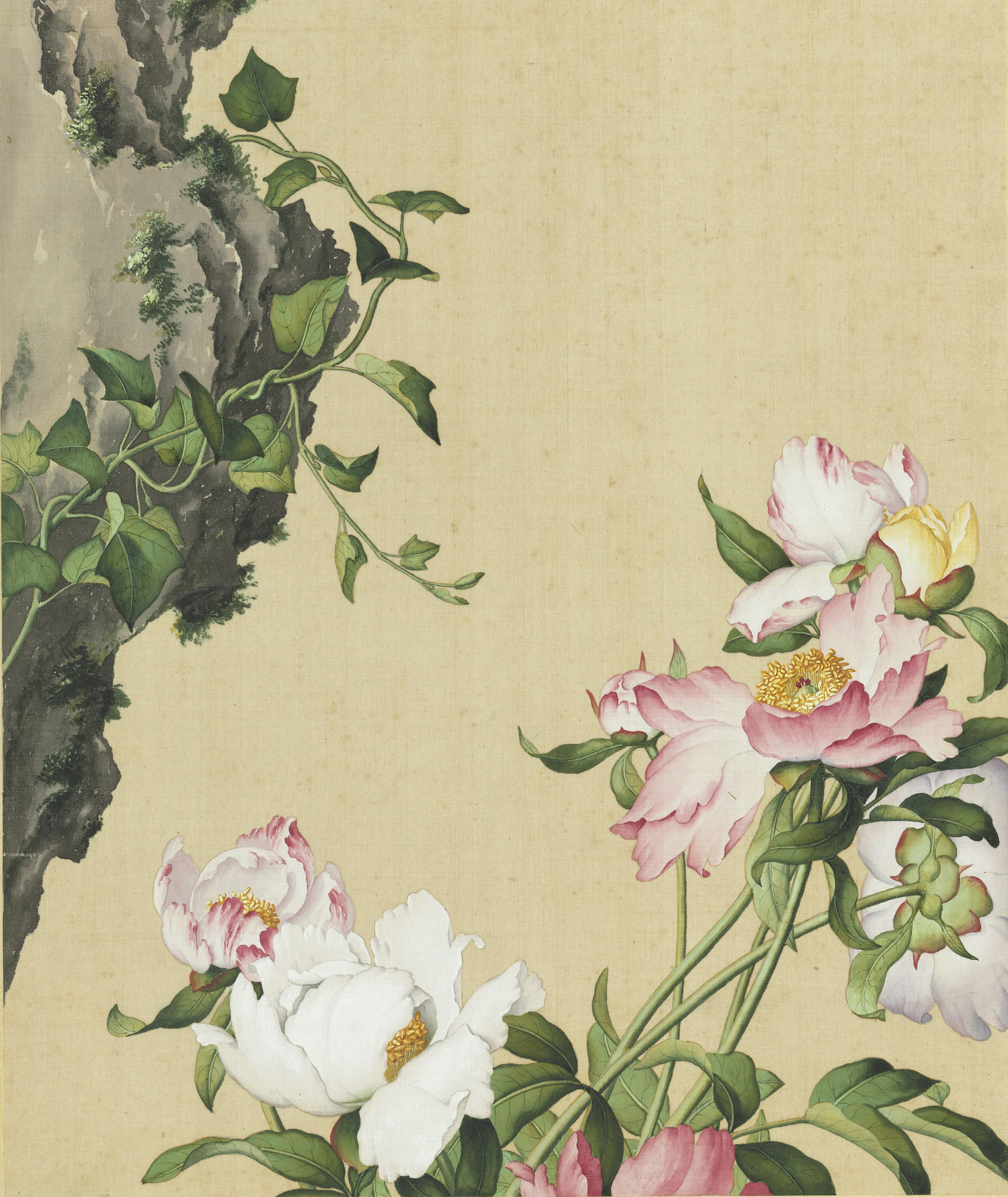
Pintura parte da coleção do Antigo Palácio de Verão.

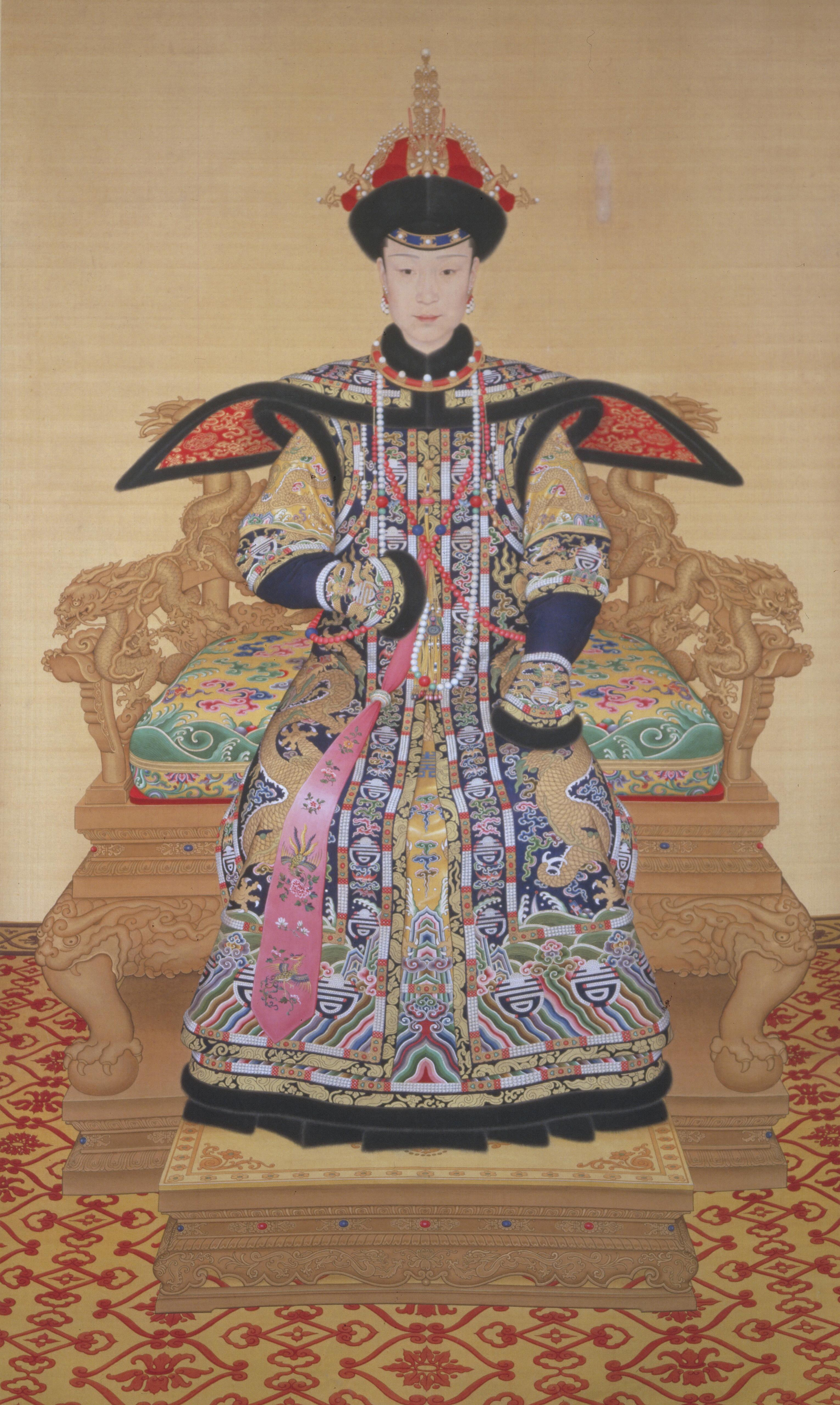
A imperatriz Xiaoxianchun

O imperador Kangxi tinha um grande interesse em trazer europeus até sua corte de várias especialidades, incluindo pintores. A Companhia de Jesus identificou Giuseppe Castiglione como um bom candidato. Em 1715, Castiglione chega a Macau, e chega a Pequim após dez anos. Também adotou o nome Lang Shining (郎世寧).
O imperador Qianlong em particular admirava o trabalho de Castiglione, comissionando retratos oficiais dos imperadores e das imperatrizes da Dinastia Qing. A relação entre Castiglione e o imperador foi importante para a continuidade das atividades missionárias dos jesuítas na China.

### Arquiteto
Giuseppe Castiglione também trabalhou como arquiteto na China, desenhando os palácios europeus do Antigo Palácio de Verão. O projeto do Palácio de Verão foi um projeto do imperador Qianlong. Castiglione também adornou os palácios europeus com pinturas com a técnica trompe-l'oeil. As pinturas foram destruídas durante a Segunda Guerra do Ópio.